# Ciranda de Pedra (2008)
Ciranda de Pedra é uma telenovela brasileira produzida e exibida pela TV Globo de 5 de maio a 3 de outubro de 2008, em 131 capítulos. Substituindo Desejo Proibido e sendo substituída por Negócio da China. Foi a 71ª "novela das seis" exibida pela emissora. 
Escrita por Alcides Nogueira, livremente inspirada no romance homônimo de Lygia Fagundes Telles, e escrita com Mário Teixeira e a colaboração de Lúcio Manfredi e Cristiane Dantas, tendo direção de Maria de Médicis, Natália Grimberg, André Luiz Câmara e Allan Fiterman, direção geral de Carlos Araújo e direção de núcleo de Denise Saraceni.
Foi é a segunda adaptação do livro produzida pela emissora, que já havia realizado uma outra adaptação exibida na mesma faixa em 1981.
Contou com Ana Paula Arósio, Marcello Antony, Tammy Di Calafiori, Max Fercondini, Ariela Massotti, Anna Sophia Folch, Caio Blat, Leandra Leal, Ana Beatriz Nogueira e Daniel Dantas nos papéis principais.

## Enredo
Em São Paulo, na década de 1950, Laura (Ana Paula Arósio) e Natércio (Daniel Dantas) formam um dos casais mais ricos e invejados da sociedade paulista. Natércio é um advogado conceituado e poderoso, de prestígio nacional, ávido para seguir uma vitoriosa carreira jurídica, e Laura é uma mulher elegante e culta, totalmente dedicada ao lar. O casal mora em um elegante casarão no bairro do Jardim Europa e possuem três filhas, cada uma com um temperamento diferente: a ardilosa e mimada Otávia (Ariela Massotti), a religiosa e moralista Bruna (Anna Sophia Folch); e a romântica e ingênua Virgínia (Tammy di Calafiori). Embora sejam vistos como um "casal perfeito" e exibirem uma vida repleta de luxo e poder, o casamento de Laura e Natércio vive em diversas ruínas. Apesar de culto e educado perante a sociedade, Natércio é um homem prepotente, arrogante e autoritário, que comete vários abusos psicológicos e verbais a Laura, que se torna uma mulher frágil, carente e sensível. A instabilidade emocional de Laura acaba levando-a a sérias crises, fazendo ela buscar tratamento com o médico Daniel (Marcello Antony) – com quem já teve um caso no passado e esconde dele um grande segredo. Ao contrário de Natércio, Daniel é um homem atencioso e generoso, que ainda é apaixonado por Laura e se esforça para sublimar seus sentimentos. Cansada das humilhações do marido e a falta de compreensão, Laura vai se entregando aos poucos a Daniel, despertando ódio em Natércio, que lida com uma obsessão doentia por Laura. Natércio fará de tudo para ter sua mulher de volta, contando com o apoio de Frau Herta (Ana Beatriz Nogueira), sua fiel governanta, uma mulher austera e temida pelos demais empregados da mansão, que é apaixonada em segredo pelo patrão e odeia Laura, querendo ser a nova "esposa" do advogado.
Paralelamente, Virgínia, desde pequena, sempre foi muito afeiçoada à mãe, a apoiando e cuidando, e despertando ciúmes das suas irmãs. A jovem é apaixonada por Conrado (Max Fercondini), filho do rico empresário Cícero (Osmar Prado), melhor amigo de Natércio, filho de imigrantes italianos e dono de uma metalúrgica. Cícero é verdadeiramente apaixonado pela esposa, Julieta (Mônica Torres), e adora pegar no pé da filha mais nova, Letícia (Paolla Oliveira), uma jogadora de tênis que possui pensamentos mais "liberais" e "progressistas". Virgínia faz amizade com a doce e tímida professora Margarida (Cleo Pires), que é apaixonada por Eduardo (Bruno Gagliasso), um engenheiro jovem, bonito e honesto, que acaba de chegar à cidade e logo se torna um grande amigo de Daniel. Moradora do bairro de Vila Mariana, Margarida faz parte de uma família muito animada: sua irmã mais velha, Elzinha (Leandra Leal), só pensa em casar com um homem rico. E ainda esconde um segredo: sua irmã Lindalva (Ana Karolina Lannes), na verdade é a sua filha com Patrício (Júlio Andrade), filho de Urânia (Mila Moreira), dona do Grêmio da cidade. O pai de Margarida e Elzinha, Memé (José Rubens Chachá), vive às turras com a sogra, Ramira (Walderez de Barros).

## Elenco
| Intérprete           | Personagem                              | Interpretada na versão de 1981   |
| -------------------- | --------------------------------------- | -------------------------------- |
| Ana Paula Arósio     | Laura Toledo Silva Prado / Laura Toledo | Eva Wilma                        |
| Marcello Antony      | Dr. Daniel Freitas                      | Armando Bógus                    |
| Daniel Dantas        | Natércio Silva Prado                    | Adriano Reys                     |
| Ana Beatriz Nogueira | Frau Herta                              | Norma Blum                       |
| Tammy Di Calafiori   | Virgínia Toledo Silva Prado             | Lucélia Santos                   |
| Ariela Massotti      | Otávia Toledo Silva Prado               | Priscila Camargo                 |
| Anna Sophia Folch    | Bruna Toledo Silva Prado                | Sílvia Salgado                   |
| Max Fercondini       | Conrado Cassini                         | Roberto Pirillo como Luís Carlos |
| Caio Blat            | Afonso Müller                           | Edson Celulari como Sérgio       |
| Bruno Gagliasso      | Eduardo Ribeiro                         | Marcelo Picchi                   |
| Leandra Leal         | Elza Lemos Carmelo (Elzinha)            |                                  |
| Cleo                 | Margarida Lemos Carmelo                 | Alzira Andrade                   |
| Paolla Oliveira      | Letícia Cassini                         | Mônica Torres                    |
| Osmar Prado          | Cícero Cassini                          |                                  |
| Guilherme Weber      | Arthur de Paiva (Xis)                   |                                  |
| Ana Furtado          | Joyce Amado                             |                                  |
| Mônica Torres        | Julieta Cassini                         |                                  |
| Daniele Suzuki       | Alice                                   |                                  |
| Gabriel Wainer       | Adonir Santiago                         |                                  |
| Luiza Valdetaro      | Mirna Valentim                          |                                  |
| Mila Moreira         | Urânia Tomaz                            |                                  |
| Júlio Andrade        | Patrício Tomaz                          |                                  |
| Clarice Niskier      | Alzira Lemos Carmelo                    |                                  |
| Walderez de Barros   | Ramira Lemos Carmelo                    |                                  |
| André Frateschi      | Frederico Augusto (Peixe)               |                                  |
| José Rubens Chachá   | Palamedes Carmelo (Memé)                |                                  |
| Edney Giovenazzi     | Dr. Madeira                             |                                  |
| José Augusto Branco  | Silvério                                |                                  |
| Maria Pompeu         | Joaquina Tomaz                          |                                  |
| Tuna Dwek            | Iracema                                 |                                  |
| Cláudio Fontana      | Rogério Paes de Almeida                 |                                  |
| Hermila Guedes       | Divina                                  |                                  |
| Amanda Richter       | Marisa                                  |                                  |
| Berta Loran          | Dona Genilda                            |                                  |
| Lucy Ramos           | Luciana                                 |                                  |
| Glauce Graieb        | Madame Lenah                            |                                  |
| Olívia Araújo        | Jovelina Onofre                         |                                  |
| Rosa Marya Colin     | Dona Aurora                             |                                  |
| Pedro Garcia Netto   | Amadeu Bandeira                         |                                  |
| Tamara Taxman        | Maria Emília                            |                                  |
| Gabrielly Nunes      | Gracinha (Maria da Graça)               |                                  |
| Alice Borges         | Maria Rita Carvalho (Marilu)            |                                  |
| Claudia Netto        | Isadora Lessa (Dorinha)                 |                                  |
| Ana Karolina Lannes  | Lindalva Lemos Carmelo                  |                                  |
| Marcella Valente     | Hortênsia                               |                                  |
| Roberto Frota        | Dr. Paes de Almeida                     |                                  |
| Priscila Steinman    | Nely                                    |                                  |
| André Luiz Frambach  | Francisco José Carmelo Cassini (Franzé) |                                  |
| Murilo Grossi        | Tobias Cândido do Amaral                |                                  |
| Ricardo Pavão        | General Andrade                         |                                  |
| Thiago Luciano       | Janjão                                  |                                  |

### Participações especiais
| Intérprete          | Personagem                               |
| ------------------- | ---------------------------------------- |
| Regina Casé         | Eunice Jardim                            |
| Laura Cardoso       | Prosópia                                 |
| Paulo José          | Quincas                                  |
| Rodrigo Andrade     | Inácio                                   |
| Ellen Rocche        | Teodora                                  |
| André Corrêa        | Bandeira                                 |
| Francisco Gaspar    | Juraci                                   |
| Orlando Drummond    | Jurado do Miss Suéter                    |
| Alessa Rezende      | Marilu                                   |
| Alexandre Barbalho  | Representante do Banco Metrópole         |
| Cláudio Caparica    | Vendedor de móveis de lojas hospitalares |
| Domingos Meira      | Alberto                                  |
| Daniela Oliverti    | Olga                                     |
| Farneto             | Jurado do Miss Suéter                    |
| Gilberto Marmorosch | Padre Américo                            |
| Isabel Wilker       | Márcia                                   |
| Juliano Righetto    | Nicolau                                  |
| Lucas Domso         | Frequentador do Tênis Clube              |
| Luka Ribeiro        | Quintela                                 |
| Paulo Vasconcellos  | Ferdinando                               |
| Paulo Viana         | Jack Simpson                             |
| Pietra Pan          | Ritinha                                  |
| Renata Briani       | Genilda                                  |
| Ronan Horta         | Frequentador do Tênis Clube              |
| Samir Murad         | Antônio                                  |
| Samuel de Assis     | Emiliano                                 |
| Tutuca              | Jurado do Miss Suéter                    |

## Produção
A telenovela é baseada no romance homônimo escrito por Lygia Fagundes Telles em 1954, o qual já havia gerado a primeira versão da telenovela em 1981, também pela TV Globo, e escrita por Teixeira Filho. Durante a produção, o autor Alcides Nogueira fez algumas mudanças na trama em relação ao livro, recebendo carta branca da autora para que fizesse as alterações necessárias. A principal delas sendo a ambientação da trama, que se passava originalmente na década de 1940, enquanto na nova versão foi alterada para a década de 1950, especificamente o ano de 1958 – ano considerado por ele como marcado por grandes transformações. Outra alteração foi a adição de um núcleo de humor à história, mantendo um equilíbrio entre o romance e o drama. Em relação à telenovela de 1981, o único elemento aproveitado da primeira versão pelo autor foi o personagem Eduardo (Bruno Gagliasso), um recém-chegado engenheiro que se apaixona por Margarida (Cléo Pires) e, mais tarde, por Virgínia (Tammy Di Calafiori). Em matéria publicada na revista Veja São Paulo, Lygia disse que considera a adaptação de Alcides muito melhor que a versão de 1981. Lygia declarou: "O roteiro é muito delicado e cuidadoso". A autora trocou telefonemas com Alcides nos quais contou suas impressões sobre a trama.
A nova adaptação de Ciranda de Pedra trouxe uma inovação, o recurso de ambientação virtual da novela. Esse recurso, usado em caráter experimental em O Profeta nas passagens de cena, dessa vez foi aprimorado. Para tal, a produção utilizou um enorme painel de 12 metros de altura por 28 metros de largura para a inserção de imagens em chroma key. Nele são sobrepostas cenas gravadas e produzidas em um cruzamento em São Paulo. Os prédios da trama, construídos na cidade cenográfica, no Rio, foram inspirados nos estilos art déco e modernista e tinham o pé-direito duplo. Todos esses recursos tinham o objetivo de imprimir às cenas a grandiosidade e a agitação que a cidade de São Paulo já exibia naquela época. O tema de abertura de uma novela da Globo coincidiu com um tema musical já usado pelo SBT: "Redescobrir", de Elis Regina, já havia sido tema de abertura da novela Razão de Viver, exibida pela emissora em 1996.

### Abertura
A abertura da novela foi a primeira da emissora a usar a tecnologia RED, uma câmera de cinema digital com resolução 4k UHD, enquanto a abertura consiste em casais dançando e formando um ciranda.

### Escolha do elenco
Paulo Betti havia sido escalado para interpretar o barbeiro Memé, porém o ator declinou do papel sem explicações, mesmo tendo feito a prova do figurino, sendo substituído por José Rubens Chachá. Por causa do personagem, Chachá teve de pintar semanalmente seus cabelos, já que Memé fazia em si próprio experiências com tinturas de cabelo. As atrizes que viveriam as três filhas de Laura seriam Paolla Oliveira, Patrícia Werneck e Larissa Queiroz, mas a diretora Denise Saraceni acabou mudando de opinião e colocou três atrizes até então desconhecidas para evitar comparações com a versão anterior. Foram as escolhidas Ariela Massoti, como Otávia, Anna Sophia Folch, como Bruna, e Tammy Di Calafiori. Mesmo perdendo o posto de protagonismo, Oliveira foi muito bem avaliada pela produção durante os testes, sendo realocada para outro papel, a tenista Letícia. Marco Ricca seria o intérprete do antagonista Natércio, mas por causa de compromissos no cinema, não pôde viver o personagem, que acabou ficando com Daniel Dantas. O autor havia escrito uma personagem especialmente para Vivianne Pasmanter, a médica Lígia, porém a atriz recusou o convite por estar passando por um período conturbado pelo fim de seu casamento, sendo que a personagem foi retirada da história, sem ser passada para outra artista. Mônica Torres esteve presente na primeira versão da trama no papel de Letícia, enquanto na nova versão desempenhou o papel de Julieta, mãe de Letícia, vivida anteriormente por Ana Lúcia Torre. Assim como José Augusto Branco, que nessa versão interpretou Silvério, enquanto na primeira versão foi o personagem Moreno.
Regina Casé fez uma participação na trama interpretando Eunice Jardim, uma apresentadora de televisão que vai conhecer Jovelina (Olívia Araújo) e saber mais sobre o dom dela de ler as unhas. As primeiras cenas dela foram ao ar em 2 de setembro de 2008. Para compor o caráter idealista e humanitário de seu personagem, o neurologista Daniel, Marcello Antony disse ter buscado referências em médicos como Dráuzio Varella, ao qual definiu como "um cara que acredita na medicina, na ligação entre médico e pacientes".

### Mudanças no enredo
Laura estava prevista para permanecer apenas até o capítulo 80, no qual morreria e passaria o protagonismo para a filha, Virgínia, como na trama original. Porém a emissora observou que Ana Paula Arósio era o principal fator pelo qual os espectadores assistiam a novela, devido a popularidade da atriz, e desistiu-se de matar sua personagem, mantendo seu protagonismo até o final da telenovela, enquanto Tammy Di Calafiori foi mantida como co-protagonista, temendo que os índices da novela diminuíssem. Além da rejeição à morte de Laura, pesquisas apontaram uma mudança de perfil dos telespectadores da emissora no horário das 18 horas, agora composto de jovens que nesse horário trocam a televisão pela internet. O ator Samuel de Assis, que interpretava Emiliano, o químico industrial da Cassini & Prado Metalúrgica, foi dispensado da novela depois de uma avaliação interna realizada pela emissora, que constatou que seu personagem não havia funcionado.
Temas como eutanásia, homossexualidade, suicídio e impotência, abordados no romance original, não aparecem nessa adaptação por uma opção de Nogueira, que não pretendia criar polêmicas e por causa da classificação etária dos programas, chamada pelo autor de "censura disfarçada", que não permitiria que a novela fosse exibida às 18 horas. A homossexualidade da personagem Letícia, entretanto, foi aprovada pela emissora apenas para ir ao ar na última cena da personagem no último capítulo, quando ela inicia um relacionamento com sua treinadora de tênis Joyce (Ana Furtado).

### Controvérsias
Ana Paula Arósio viveu um papel completamente diferente dos anteriores ao interpretar Laura, uma mãe de três jovens interpretadas por atrizes entre 19 e 23 anos, muito embora a própria Ana tivesse somente 32 anos na época, nove anos a mais que a mais velha delas, o que gerou diversas controvérsias sobre sua escalação para um papel tido como "velho demais" para ela. A imprensa classificou a escalação como equivocada, uma vez que, mesmo que as personagens que interpretavam as filhas fossem mais novas na história, Ana Paula ainda aparentava ser muito jovem e visualmente parecia irmã das atrizes. Em entrevista ao jornal Folha de S.Paulo Ana Paula revelou que estava feliz pelo trabalho por admirar a obra original, mas lamentou ser alçada ao posto de "mãe de adolescente" tão cedo e o rápido envelhecimento de seus personagens: "As coisas na Globo são muito rápidas: na primeira novela você é filha da mocinha; na segunda, é a mocinha; na terceira, é a mãe da mocinha".
As críticas se intensificaram quando outros autores da própria emissora deram declarações dizendo que a escolha da atriz para o papel era equivocada e apagava o brilho de protagonista jovem dela. Manoel Carlos declarou que a atriz era "muito nova, sem idade para ser mãe de adolescentes. Mas ela saberá fazer tudo isso muitíssimo bem, porque é uma excelente atriz"; Glória Perez disse que jamais pensaria em colocar a atriz em um papel tão velho e que ela deveria fazer o papel de filha; já Benedito Ruy Barbosa foi enfático ao dizer que "Eu a acho muito moça e muito bonita para fazer o papel de mãe tão já. Nas minhas novelas, ela continua como mocinha de 20 e poucos anos".

## Exibição
Adiantada em cinco semanas, Ciranda de Pedra estreou às 18 horas, faixa de horário que sofria com as baixas audiências registradas pelas novelas, desde o término de O Profeta (2006). A Globo quis evitar que a novela sucessora de Ciranda estreasse durante o horário de verão que, segundo a emissora, prejudica a audiência das tramas, como aconteceu com Desejo Proibido, que amargou baixos índices de audiência. Por conta da antecipação, a equipe de Ciranda de Pedra chegou a trabalhar com a mesma equipe da minissérie Queridos Amigos, também núcleo de Denise Saraceni.

### Outras Mídias
Nunca reprisada, foi disponibilizada na íntegra no Globoplay em 26 de agosto de 2024, como parte do Projeto Resgate.

## Audiência
Sua estreia marcou média de 25 pontos, no limite do que é exigido, que são 30 pontos. A média dos três primeiros capítulos de Ciranda foi de 23 pontos, menos do que sua antecessora, Desejo Proibido, que marcou 27 no mesmo período.
No início de sua última semana a novela se recuperou. No dia 29 de setembro, a trama cravou 25 pontos de média com 31 de pico. Ciranda de Pedra marcou, em seu antepenúltimo capítulo, média de 27 pontos e picos de 33, seu recorde até então. Seu último capítulo marcou 28 pontos, com pico de 32.
A média de Ciranda de Pedra foi de 22 pontos e 46% de participação no horário.

## Trilha sonora
Capa: Marcello Antony
1. "Redescobrir" - Elis Regina (tema de abertura)
2. "Três" - Adriana Calcanhoto (tema de Letícia Cassini)
3. "Quando Esse Nego Chega" - Zélia Duncan
4. "Chega de Saudade" - Tom Jobim (Tema de ambientação)
5. "Amor Blue" - Roberta Sá
6. "Com Essa Cor" - Monique Kessous (Tema de Bruna Prado)
7. "E Daí? (Proibição Inútil e Ilegal)" - Gal Costa (Tema de Laura Toledo e Dr. Daniel)
8. "Tiro Ao Álvaro" - Diogo Nogueira (Tema de Memé)
9. "Manhã de Carnaval" - Paula Morelenbaum
10. "Chiclete Com Banana" - Gilberto Gil e Marjorie Estiano
11. "Rapaz de Bem" - Daniel Gonzaga
12. "Trevo de Quatro Folhas" - Fernanda Takai (Tema de Elzinha)
13. "Chovendo na Roseira" - BR6
14. "Brigas Nunca Mais" - Milton Nascimento e Jobim Trio
15. "Queda" - Márcia Castro e Celso Fonseca
16. "Chegou a Bonitona" - Luiz Melodia
17. "Por Toda Vida" - Cláudio Lins (Tema de Natércio Prado)
18. "Uma História Para Ficar (Put Your Head On My Shoulder)" - The Originals (Tema de Virgínia Prado e Conrado Cassini)

E ainda
- "Broto Legal" - Celly Campello
- "Banho de Lua" - Celly Campello
- "I Fall In Love Too Easily" - Gal Costa
- "Dindi" - Frank Sinatra
- "Rock Around The Clock" - Bill Haley and His Comets
- "Blue Suede Shoes" - Elvis Presley
- "Ciranda, Cirandinha" - Morta
- "All Of You" - Ella Fitzgerald
- O Danúbio Azul - Johann Strauss
- Nocturne Op.9, N° 2 - Ludwig van Beethoven
- "El Bodeguero"

## Prêmios e indicações
Prêmio Extra de Televisão
Melhor Figurino
Prêmio Qualidade Brasil
Melhor Ator Coadjuvante - Osmar Prado